# 구윤
구윤(1962년 11월 2일 ~)은 삼성, 태평양에서 뛰었던 전 야구 선수다. 1988~1989시즌에는 주전으로 뛴 적도 있다.
한편, 1992년 9월 12일 대구 롯데전에서 4-4 동점이던 연장 10회말 무사만루에서 대타로 출전하여 대타 3호 끝내기 희생플라이를 쳤다.
아울러, 대학 시절 기대에 못 미쳤음에도 1986년 삼성 1차지명으로 입단했는데 잘 나갈만 하면 찾아오는 부상이 본인(구윤)의 선수생명을 갉아먹고 말았으며 1993년 6월 29일 태평양에 현금 트레이드됐지만 이렇다할 활약을 보이지 못하여 1994년을 끝으로 은퇴했는데 꽤 적극적인 타격을 했던 터라 1993년 8연타석 삼진이란 불명예 기록을 가지기도 했다.

## 출신 학교
- 경운중학교
- 경북고등학교
- 중앙대학교

## 같이 보기
- 1987년 삼성 라이온즈 시즌